# Saratov (tỉnh)
Tỉnh Saratov (tiếng Nga: Сара́товская о́бласть, đã Latinh hoá: Saratovskaya oblast) là một chủ thể liên bang của Nga (một tỉnh) tọa lạc ở vùng liên bang Volga. Trung tâm hành chính là thành phố Saratov, các thành phố khác gồm Balakovo (dân số 200.600 năm 2002) và Engels (dân số 193.800 người).
Phía bắc giáp các tỉnh Penza, Ulyanovsk và Samara, phía nam giáp tỉnh Volgograd, phía đông giáp tỉnh Tây Kazakhstan của Kazakhstan, phía tây giáp các tỉnh Tambov và Voronezh.